# Aphelandra hodgei
Aphelandra hodgei är en akantusväxtart som beskrevs av Emery Clarence Leonard. Aphelandra hodgei ingår i släktet Aphelandra och familjen akantusväxter. Inga underarter finns listade i Catalogue of Life.